# Awaous
Awaous is een geslacht van straalvinnige vissen uit de familie van grondels (Gobiidae). Het geslacht is voor het eerst wetenschappelijk beschreven in 1860 door Steindachner.

## Soorten
- Awaous acritosus Watson, 1994
- Awaous aeneofuscus (Peters, 1852)
- Awaous banana (Valenciennes, 1837)
- Awaous bustamantei (Greeff, 1882)
- Awaous commersoni (Schneider, 1801)
- Awaous flavus (Valenciennes, 1837)
- Awaous fluviatilis (Visweswara Rao, 1971)
- Awaous grammepomus (Bleeker, 1849)
- Awaous guamensis (Valenciennes, 1837)
- Awaous lateristriga (Duméril, 1861)
- Awaous litturatus (Steindachner, 1861)
- Awaous macrorhynchus (Bleeker, 1867)
- Awaous melanocephalus (Bleeker, 1849)
- Awaous nigripinnis (Valenciennes, 1837)
- Awaous ocellaris (Broussonet, 1782)
- Awaous pallidus (Valenciennes, 1837)
- Awaous personatus (Bleeker, 1849)
- Awaous tajasica (Lichtenstein, 1822)